# ولگاهاوادیا
ولگاهاوادیا (به لاتین: Welgahawadiya) یک منطقهٔ مسکونی در سری‌لانکا است که در استان مرکزی (سری‌لانکا) واقع شده‌است.